# Камзас (посёлок)
Камзас — посёлок в Таштагольском районе Кемеровской области. Входит в состав Кызыл-Шорского сельского поселения.

## История
Во времена СССР — посёлок Усть-Колзасского сельсовета Таштагольского горисполкома.
В посёлке были восьмилетняя школа, медпункт, библиотека.

## География
Посёлок Камзас расположен в южной части Таштагольского района на реке Камзас, на территории Шорского национального парка.
Центральная часть населённого пункта расположена на высоте 650 метров над уровнем моря.

## Население
В 1968 году проживало 217 жителей.
По данным Всероссийской переписи населения 2010 года, в посёлке Камзас проживает 2 человека (1 мужчина, 1 женщина).